# Glassy Mountain (Pickens)
Glassy Mountain is een berg van het type inselberg in Pickens County in de Amerikaanse staat South Carolina. De berg ligt dicht bij Pickens en heeft een hoogte van 502 meter boven zeeniveau. De berg is een geïsoleerde berg, maar ligt toch in de buurt van de Blue Ridge Mountains, waardoor het uitzicht heeft op nabije toppen van waaronder de Table Rock Mountain in Table Rock State Park en Caesars Head in Caesars Head State Park, en zicht op de stad Greenville. De berg dankt zijn naam aan een groot, kaal, granieten gezicht op de noordzijde. Op de top van deze rotsgezicht bevinden zich kleine bronnen, waardoor het een "glazen" verschijning geeft in de zon. Het is gemakkelijk bereikbaar met een smalle serviceweg voor de zendtorens die naar de top leidt. Lokale scholieren verven vaak het rotsgezicht op de rotswand bij afstuderen.
Deze berg wordt vaak verward met een andere Glassy Mountain gelegen in Greenville County in South Carolina.